# Scopula cerussaria
Scopula cerussaria är en fjärilsart som beskrevs av Ad.Spr. 1860. Scopula cerussaria ingår i släktet Scopula och familjen mätare. Inga underarter finns listade.